# テイラー郡区 (アイオワ州アパヌース郡)
テイラー郡区は、アメリカ合衆国、アイオワ州、アパヌース郡にある18の郡区の一つである。2000年の国勢調査で、人口は926人だった。

## 地理
テイラー郡区は、76.6平方キロメートル（29.56平方マイル)で、Moraviaが含まれている。アメリカ地質調査所によると、この郡区はDennyとFairviewとHillcrestとMoransとNew Hopeの5つの霊園が含まれている。